# Ken Follett
Ken Follett, all'anagrafe Kenneth Martin Follett (Cardiff, 5 giugno 1949), è uno scrittore britannico.
Considerato uno dei più grandi narratori al mondo, ha raggiunto la prima posizione del New York Times best seller list con molti dei suoi romanzi, tra cui Il codice Rebecca, Un letto di leoni, Mondo senza fine, La caduta dei giganti, L'inverno del mondo, I giorni dell'eternità, La colonna di fuoco e Fu sera e fu mattina. Due dei suoi libri, I pilastri della terra e La cruna dell'ago, sono stati inseriti nella lista dei 101 best seller più venduti di tutti i tempi, rispettivamente al 68º e al 92º posto. Ha venduto più di 160 milioni di copie dei suoi romanzi nel mondo, ed è uno dei più ricchi e famosi giallisti britannici della storia. Nel 2018 è stato insignito dell'onorificenza di Commendatore dell'Ordine dell'Impero Britannico (CBE) per i suoi servizi alla letteratura.

## Biografia
Nasce a Cardiff, nel Galles, il 5 giugno 1949. Primo figlio di Martin Follett, un ispettore delle tasse, e di Lavinia Veenie, ha tre fratelli. Sviluppa fin da piccolo un grande interesse per la lettura. Si trasferisce a Londra con la famiglia all'età di dieci anni. Nel 1967 vince l'ammissione allo University College di Londra, dove studia filosofia e inizia ad impegnarsi nella politica di centro-sinistra. Si sposa con Mary nel 1968, e nello stesso anno nasce suo figlio Emanuele.
Dopo la laurea nell'autunno del 1970, intraprende un corso di giornalismo e inizia a lavorare come apprendista reporter a Cardiff nel South Wales Echo. Dopo tre anni torna a Londra per lavorare nell'Evening News, il telegiornale della sera. Successivamente lascia il giornalismo e diventa vice-direttore generale della piccola casa editrice di Londra Everest Books. Inizia inoltre a scrivere romanzi la sera e nei fine settimana come hobby. Il successo arriva lentamente, finché nel 1978, con la pubblicazione di La cruna dell'ago (Eye of the Needle), un thriller ambientato durante la seconda guerra mondiale, diviene celebre in tutto il mondo. Il libro vince l'Edgar Award e diventa un film per il grande schermo che vede come protagonisti Donald Sutherland e Kate Nelligan.
Verso la fine degli anni settanta, viene coinvolto nelle attività del partito laburista britannico. Durante il suo impegno politico, conosce Barbara Hubbard, un deputato del Parlamento nelle file laburiste che in seguito diventerà ministro della cultura nel governo di Gordon Brown. Ken e Barbara si sposano nel 1985. La coppia vive tra Londra e Stevenage (Hertfordshire), insieme a una vasta schiera di figli avuti nei matrimoni precedenti. Follett è un grande estimatore di Shakespeare, e spesso è possibile incontrarlo alle rappresentazioni tenute dalla Royal Shakespeare Company di Londra. Adora la musica e suona il basso in una band dal nome Damn Right I Got the Blues.

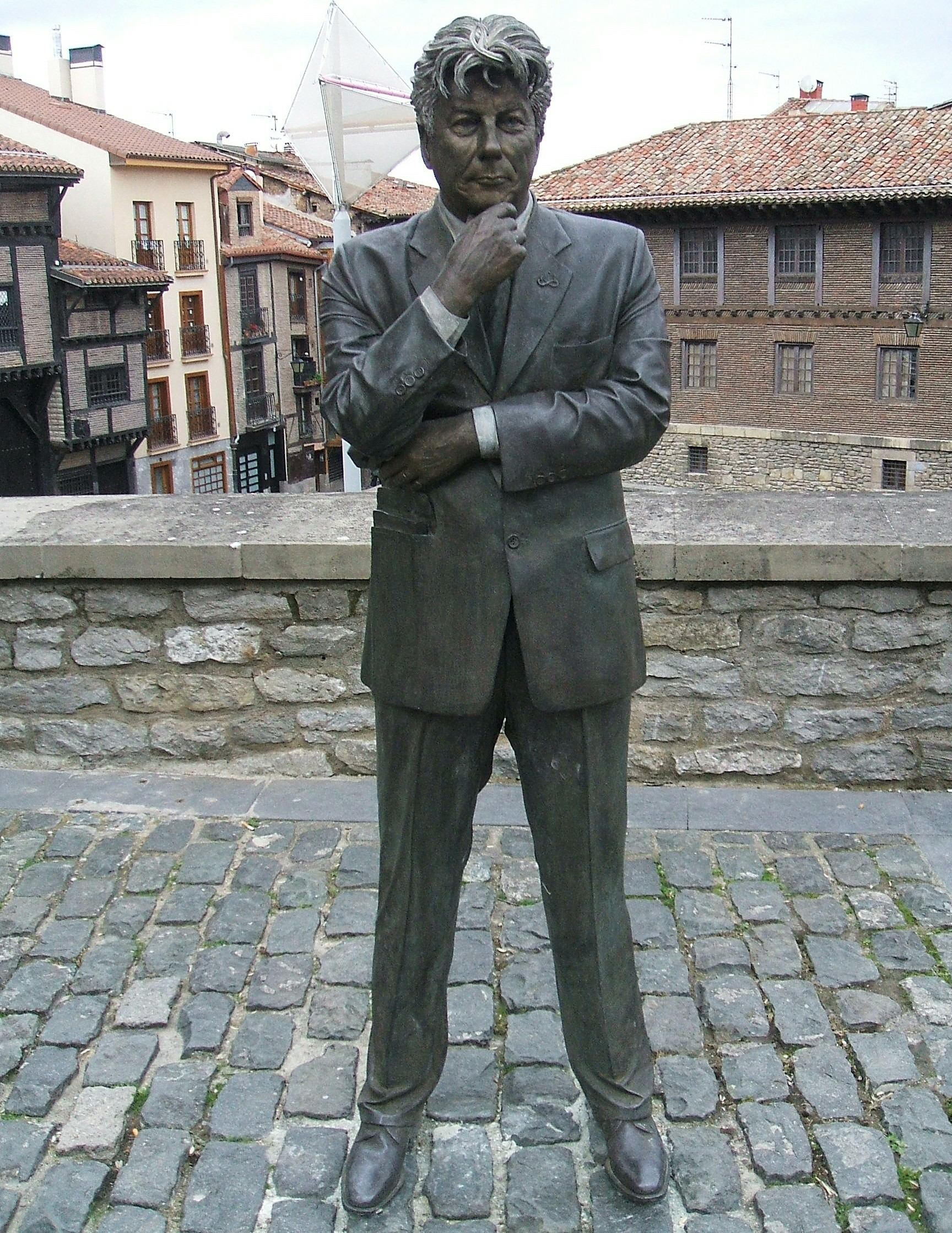
Statua di Ken Follett a Vitoria-Gasteiz (Spagna)

Nel gennaio 2008, in occasione della presentazione di Mondo senza fine a Vitoria, in Spagna, Ken Follett ha scoperto il velo su una statua che lo ritrae a grandezza naturale, opera dello scultore basco Casto Solana.
Ha fatto una breve apparizione nella miniserie televisiva I pilastri della Terra (The Pillars of the Earth), tratta dal suo celebre romanzo, come membro della famiglia di Jack Shareburg. In occasione dell'uscita della miniserie Mondo senza fine (World Without End), anch'essa tratta dal suo libro omonimo, è stato invece protagonista di un documentario "sull'età buia del medioevo", Journey into the Dark Ages.
Nel 2013 gli è stato conferito dalla Mystery Writers of America il premio Edgar Award nella categoria Grand Master per la sua straordinaria carriera di scrittore nell'ambito del genere giallo.

## Produzione letteraria

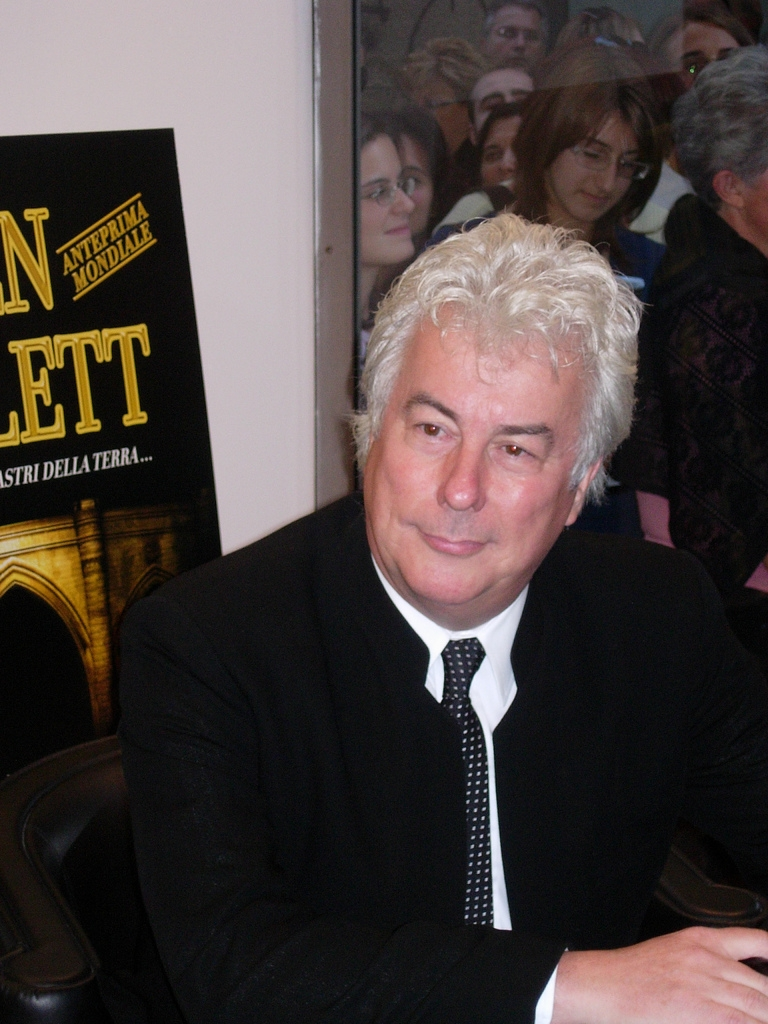
Ken Follett all'anteprima italiana del suo romanzo Mondo senza fine

Tralasciando Lo scandalo Modigliani, Alta finanza e i primissimi lavori di inizio carriera, la produzione letteraria di Follett passa attraverso fasi distinte. La prima comprende La cruna dell'ago (1978), il suo primo romanzo di successo, e i cinque libri che lo seguono. Sono tutte variazioni del classico thriller di spionaggio. L'ambientazione è geograficamente e cronologicamente diversa, spaziando dalla prima guerra mondiale (L'uomo di Pietroburgo, 1982) alla campagna del Nordafrica (Il codice Rebecca, 1980), fino ad arrivare all'odierna guerra sovietico-afghana (Un letto di leoni, 1985).
La seconda fase comprende quattro romanzi storici scritti tra la fine degli anni ottanta e i primi anni novanta. I pilastri della terra (1989), ambientato nell'Inghilterra del XII secolo, si svolge parallelamente alla costruzione di una cattedrale, affiancando alla storia della chiesa la vita di svariati personaggi. Notte sull'acqua (1991) narra le vicende dei viaggiatori che abbandonano l'Inghilterra sull'ultimo volo di linea del Clipper, idrovolante di lusso diretto negli Stati Uniti alla vigilia dello scoppio della seconda guerra mondiale. Una fortuna pericolosa (1993) è ambientato nella Londra vittoriana, e Un luogo chiamato libertà (1995) nelle colonie inglesi nordamericane ai tempi della rivoluzione americana.
Cambia ancora genere nei tardi anni novanta, con un paio di libri ambientati nel presente usando le tecnologie avanzate come filo conduttore. Il terzo gemello (1996) si focalizza sugli aspetti oscuri delle biotecnologie, mentre Il martello dell'Eden (1998) sul terremoto come arma di terrore. Ritornando nuovamente allo spionaggio in Codice a zero (2000), Follett ambienta il romanzo ai tempi del lancio del primo satellite statunitense. Le gazze ladre (2001) e Il volo del calabrone (2003) vengono invece collocati cronologicamente durante la seconda guerra mondiale. Nel bianco (2004) è un thriller ambientato ai giorni nostri, in cui un gruppo di terroristi cerca di trafugare un virus da un laboratorio.
A partire dalla seconda metà degli anni duemila si dedica alla scrittura dei suoi due più famosi cicli di romanzi storici: la Serie di Kingsbridge, che riprende dopo molti anni pubblicando il sequel de I pilastri della terra, intitolato Mondo senza fine (2007), e "The Century Trilogy" (la trilogia del secolo), costituita da tre volumi che ripercorrono la storia del Novecento, dall'incoronazione del re Giorgio V del Regno Unito fino alla caduta del muro di Berlino: il
primo romanzo, La caduta dei giganti (2010) ricostruisce i fatti storici dei primi decenni del Secolo fino al termine della prima guerra mondiale; il secondo volume, intitolato L'inverno del mondo (2012) è ambientato negli anni della seconda guerra mondiale, mentre la terza ed ultima parte, dal titolo I giorni dell'eternità, pubblicato nel 2014, racconta il periodo della guerra fredda tra Stati Uniti e Unione Sovietica. 
Nel settembre 2017 torna ancora alla Serie di Kingsbridge, con l'uscita del terzo volume La colonna di fuoco. Nel 2020 pubblica il prequel de I pilastri della terra, intitolato Fu sera e fu mattina, mentre nel 2023 è la volta di Le armi della luce, quinto volume della serie ambientato ai tempi della prima rivoluzione industriale e della rivoluzione francese.
Nel novembre 2021 è stato pubblicato in contemporanea mondiale il romanzo dal titolo Per niente al mondo.
Follett ha venduto più di 160 milioni di copie dei suoi libri in tutto il mondo.
Diversi romanzi di Follett sono stati adattati per il cinema o per la televisione, vedendo la partecipazione di molti grandi attori, tra cui Donald Sutherland (La cruna dell'ago, I pilastri della Terra), Timothy Dalton (Un letto di leoni) e i premi Oscar Cliff Robertson (Il codice Rebecca), Burt Lancaster (Sulle ali delle aquile) e Eddie Redmayne (I pilastri della Terra).

## Posizione politica
In alcuni romanzi di Follett vengono più volte espresse le sue idee politiche, di cui l'autore non ha mai fatto mistero. In modo particolare nella "Century Trilogy" (la trilogia del secolo, composta da La caduta dei giganti, L'inverno del mondo e I giorni dell'eternità), che ripercorre la storia del Novecento, vengono affrontati temi come la lotta per la conquista dei diritti della classe lavoratrice contro i capitalisti, la battaglia per l'emancipazione femminile, le opportunità offerte dal socialismo per l'aspirazione ad una vita migliore anche per le classi sociali più basse. Tuttavia, nella Trilogia, oltre a una durissima condanna del fascismo, vi è anche un assoluto rifiuto del comunismo messo in atto con la rivoluzione russa, animato in partenza da nobili ideali ma trasformato poi, secondo l'autore, in una dittatura poco egualitaria e antidemocratica, classista allo stesso modo del sistema pre-rivoluzionario, facendo proprie le posizioni espresse da Bertrand Russell e definendo i membri del partito bolscevico come una categoria privilegiata alla stessa maniera della vecchia aristocrazia. "Il laburismo non vuole la rivoluzione, - scrive Follett ne La caduta dei giganti - perché l'hanno già provata altri popoli e abbiamo visto che non funziona. Però vuole un cambiamento, e subito".
Ken Follett è sempre stato un sostenitore del partito laburista e in particolare di Gordon Brown, mentre ha avuto dei dissapori con Tony Blair. Nel 2010 ha appoggiato la campagna di Ed Balls come nuovo leader del centro-sinistra britannico con una donazione di £100.000. Durante la campagna elettorale dichiarò: «Ed Balls è l'unico candidato alla guida del partito laburista che offre un percorso di crescita economica; il suo periodo al Ministero del Tesoro, con basso indebitamento e alta crescita, mostra che è il vero candidato del centro in queste elezioni per la guida del partito». La moglie, Barbara Follett, da sempre impegnata nella lotta contro il razzismo e nella difesa dei diritti delle donne, è stata ministro della cultura e del turismo durante il governo Brown. Nel 2015 Follett ha sostenuto con £25.000 la candidatura di Yvette Cooper alla guida del partito laburista.

## Posizione religiosa
Nel settembre 2010 Ken Follett ha firmato, insieme ad altre 54 figure pubbliche, una lettera aperta sul The Guardian dichiarandosi contrario alla visita di Stato di Papa Benedetto XVI nel Regno Unito. Nell'aprile 2014, in una lettera al Daily Telegraph scritta con altri noti intellettuali inglesi, ha criticato il primo ministro David Cameron per aver definito la Gran Bretagna "un paese cristiano".
Questi episodi potrebbero far pensare che lo scrittore sia profondamente contrario alla religione cristiana. In realtà la sua posizione è più complessa. Nell'autunno del 2016 ha pubblicato sulla rivista londinese Granta un memoir dal titolo Bad Faith, pubblicato in Italia con il titolo Cattiva fede da Edizioni Dehoniane Bologna nel 2017, nel quale spiega il suo percorso personale di fede. Follett cresce nella congregazione protestante dei Plymouth Brethen di Cardiff, in un ambiente chiuso ed opprimente, nel quale studia in modo sistematico ed approfondito la Bibbia. Entrato in crisi nel pieno dell'adolescenza, abbandona la congregazione e si iscrive all'Università con un'idea: «Scelsi filosofia, nella speranza che potesse aiutarmi a superare i miei dubbi sull'esistenza di Dio». Gli studi di fatto lo portano a conclusioni diametralmente opposte:
Questa però è stata solo una tappa del suo percorso. Studiando l'architettura delle cattedrali, in particolare per la stesura de I pilastri della terra, inizia un percorso di riavvicinamento. Un altro avvenimento sollecita la sua riflessione:
Dopo questi episodi, Follett giunge ad una evoluzione della propria posizione e conclude il memoir scrivendo:

## Curiosità
Poco prima della pubblicazione del libro La caduta dei giganti, Ken Follett è stato criticato da Umberto Eco, il quale, commentando le presunte similitudini tra I pilastri della terra e Il nome della rosa, ha affermato che il primo «ha un lungo pezzo centrale che mette in scena troppe improbabili avventure, in maniera sciatta e inverosimile» e che alle «sciatterie nanesche» di Follett preferisce Manzoni. A queste dichiarazioni, lo scrittore britannico ha replicato a tono, dichiarando che «Il nome della rosa ha un lungo pezzo centrale molto descrittivo e noioso». In un’intervista del 2021 Follett ha affermato che un bravo romanziere è soprattutto colui che riesce a «coinvolgere il lettore da un punto di vista emotivo, oltre che intellettuale».
Follett ha affermato di essere un grande estimatore di Ian Fleming, e ha dichiarato che uno dei suoi libri preferiti è Vivi e lascia morire. Tra i romanzi italiani, invece, lo scrittore ha definito Il Gattopardo di Giuseppe Tomasi di Lampedusa «un testo davvero splendido».

## Opere

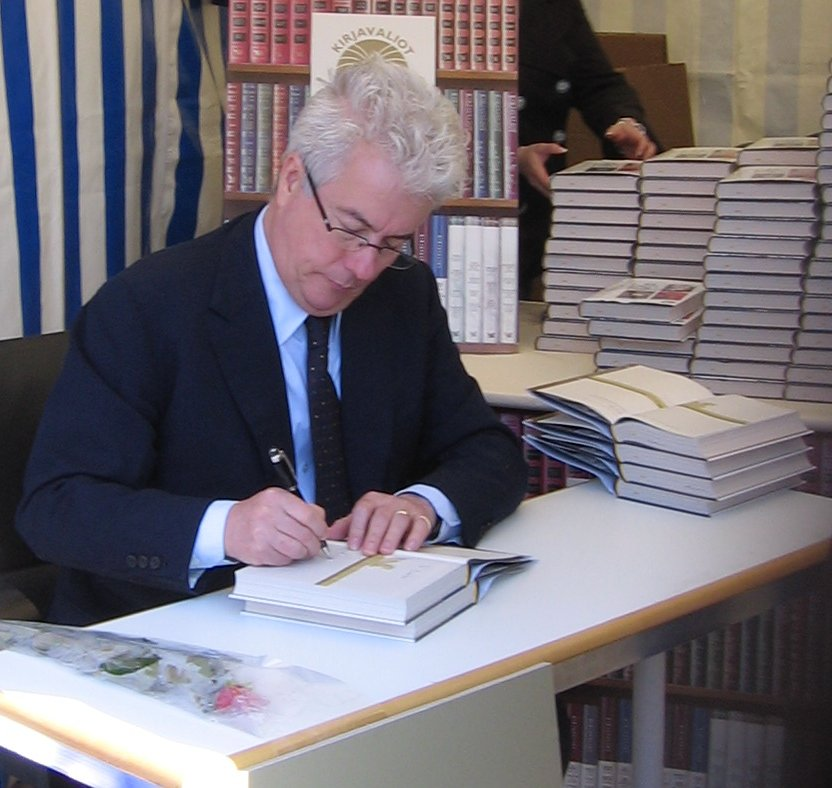
Ken Follett

### Cicli

#### Apples Carstairs Series
- 1974 - The Big Needle o The Big Apple, come Symon Myles.
- 1974 - The Big Black, come Symon Myles.
- 1975 - The Big Hit, come Symon Myles.

#### Piers Roper Series
- 1975 - The Shakeout.
- 1976 - The Bear Raid.

#### Serie di Kingsbridge
- 1989 - I pilastri della terra (The Pillars of the Earth), Milano, Mondadori, 1990.
- 2007 - Mondo senza fine (World Without End), Milano, Mondadori, 2007.
- 2017 - La colonna di fuoco (A Column of Fire), Milano, Mondadori, 2017.
- 2020 - Fu sera e fu mattina (The Evening and the Morning), Milano, Mondadori, 2020.
- 2023 - Le armi della luce (The Armour of Light), Milano, Mondadori, 2023.

#### The Century Trilogy
- 2010 - La caduta dei giganti (Fall of giants), Milano, Mondadori, 2010.
- 2012 - L'inverno del mondo (Winter of the World), Milano, Mondadori, 2012.
- 2014 - I giorni dell'eternità (Edge of Eternity), Milano, Mondadori, 2014.

### Romanzi (non seriali)
- 1976 - Amok: King of Legend, come Bernard L. Ross.
- 1976 - Lo scandalo Modigliani (The Modigliani Scandal), (Milano, Mondadori, 1986).
- 1976 - Il pianeta dei bruchi (The Power Twins), (Milano, Mondadori, 1985).
- 1976 - Il mistero degli studi Kellerman (The Mystery Hideout), (Milano, Mondadori, 1986).
- 1977 - Alta finanza (Paper Money), (Milano, Mondadori, 1988).
- 1978 - Capricorn One, come Bernard L. Ross (basato sullo screenplay di Peter Hyams).
- 1978 - La cruna dell'ago (Eye of the Needle), (Milano, Mondadori, 1979), [Premio Edgar Award 1979].
- 1979 - Triplo (Triple), (Milano, Mondadori, 1980).
- 1980 - Il codice Rebecca (The Key to Rebecca), (Milano, Mondadori, 1981), [Premio Selezione Bancarella 1982].
- 1982 - L'uomo di Pietroburgo (The Man from St. Petersburg), (Milano, Mondadori, 1982).
- 1983 - Sulle ali delle aquile (On Wings of Eagles), (Milano, Mondadori, 1983), [non-fiction].
- 1985 - Un letto di leoni (Lie Down with Lions), (Milano, Mondadori, 1985).
- 1991 - Notte sull'acqua (Night Over Water), (Milano, Mondadori, 1991).
- 1993 - Una fortuna pericolosa (A Dangerous Fortune), (Milano, Mondadori, 1993).
- 1995 - Un luogo chiamato libertà (A Place Called Freedom), (Milano, Mondadori, 1995).
- 1996 - Il terzo gemello (The Third Twin), (Milano, Mondadori, 1996).
- 1998 - Il martello dell'Eden (The Hammer of Eden), (Milano, Mondadori, 1998).
- 2000 - Codice a zero (Code to Zero), (Milano, Mondadori, 2000).
- 2001 - Le gazze ladre (Jackdaws), (Milano, Mondadori, 2001).
- 2003 - Il volo del calabrone (Hornet Flight), (Milano, Mondadori, 2003).
- 2004 - Nel bianco (Whiteout), (Milano, Mondadori, 2004).
- 2021 - Per niente al mondo (Never), (Milano, Mondadori, 2021).
- 2025 (23 settembre) - Il cerchio dei giorni (Circle of days), (Milano, Mondadori, 2025).

### Con altri autori
- 1978 - La grande rapina di Nizza (The rats of Nice) con René Louis Maurice, Roma, Grandi tascabili economici Newton, 1996, [non-fiction].

### Racconti
- 1975 - Il treno di mezzanotte per l'ignoto (A Midnight Train to Nowhere), raccolto nell'antologia Il binario dei delitti - Inverno giallo '98 (Milano, Mondadori, 1998).

### Altri scritti
- 2003 - The 99th wife (La belle et l'oiseau, 2019).
- 2016 - Cattiva fede (Bad Faith), Bologna, Edizioni Dehoniane, 2017.
- 2019 - Notre Dame (Notre Dame), Milano, Mondadori, 2019.

## Adattamenti
Di seguito sono elencati i film e le serie TV tratte dai romanzi di Ken Follett:
- 1981 - La cruna dell'ago (Eye of the Needle) - film
- 1985 - Il codice Rebecca (The Key to Rebecca) - miniserie TV
- 1986 - Sulle ali delle aquile (On Wings of Eagles) - miniserie TV
- 1994 - Aquila rossa (Lie Down with Lions) - miniserie TV
- 1997 - Il terzo gemello (The Third Twin) - film TV (cameo dello scrittore)
- 2009 - Nel bianco (Whiteout) - miniserie TV
- 2010 - I pilastri della terra (The Pillars of the Earth) - miniserie TV (cameo dello scrittore)
- 2012 - Mondo senza fine (World Without End) - miniserie TV
- 2016 - A Dangerous Fortune (Die Pfeiler der Macht) - miniserie TV (inedita in Italia)

I pilastri della terra, Mondo senza fine e La colonna di fuoco sono anche stati convertiti in giochi da tavolo ad opera dell'editore tedesco Kosmos (ed editi in italiano dalla casa editrice Giochi Uniti). I pilastri della terra e La colonna di fuoco sono inoltre divenuti dei musical dal titolo, rispettivamente, Jordens Søjler e Den Evige Ild, prodotti e rappresentati a Copenaghen nel 2016 e nel 2020.